# Peniciliosis
La peniciliosis es una micosis sistémica emergente que afecta a roedores y humanos, producida por Penicillium marneffei. 
Aunque no pertenece al Orden Onygenales, el agente es un verdadero dimórfico, que cambia de fase miceliana a levaduriforme a 37 °C, tanto en cultivo como en tejidos humanos o animales y produce infecciones sistémicas muy similares a la histoplasmosis. El hongo parece restringido al Sudeste Asiático; todos los casos conocidos han vivido o han viajado por allí. 

## Etiopatogenia
El teleomorfo de Penicillium marneffei pertenece al género Talaromyces, División Ascomycota, Orden Eurotiales, familia Trichocomaceae. No se conoce su reservorio extraanimal ni el del anamorfo, pero éste se ha aislado del suelo. In vitro crece y esporula escasamente. Las colonias en ágar Czapek a 30 °C son planas, ralas, muy sumergidas, con micelio aéreo blanco y sumergido rojizo. En "ágar extracto de malta" liberan pigmento difusible naranja o rojo en el medio. Es terverticilado, con 3-5 métulas por verticilo y 4-7 fiálidas en cada una y conidiosporas elipsoidales y lisas de unas 3 μm en cadenas cortas. Estas constituyen la forma infectante. A 37 °C cambia de fase a levaduriforme. Las blastosporas de 2 a 5 μm se diferencian de Histoplasma por presentar células septadas y curvadas y de Pneumocystis por ser "Giemsa +". Las técnicas de biología molecular parecen señalar dos tipos de ADN, tipo I más frecuente en humano y roedores y tipo II más escaso.
Una vez que penetra por inhalación, se multiplica progresivamente en pulmones, donde es fagocitado por histiocitos, macrófagos y otras células de SRE, y prolifera por fisión en su citoplasma durante una semana, estimulando una reacción granulomatosa. La inmunidad celular, mediada por linfocitos T CD4+ juega un papel determinante en la evolución posterior de la infección. Si la inmunidad celular es sólida, los granulomas, formados por macrófagos cargados de blastosporas, polimorfonucleares y células gigantes, son densamente infiltrados por linfocitos. A partir del mes, las blastosporas van siendo eliminadas de los granulomas, que desaparecen a su vez a los dos meses. En caso contrario, no se produce la infiltración linfocitaria, las blastosporas continúan proliferando y los granulomas aumentan en número; el tejido pulmonar se ve sustituido por macrófagos cargados de blastosporas y blastosporas libres, que se diseminan a hígado, bazo y otros órganos, renovando el ciclo hasta la muerte si no se interviene. 

## Epidemiología
Se reconocen sensibles a la infección natural los roedores y el hombre. La enfermedad se diagnosticó primero en las ratas del bambú Rhizomys sinensis y Rhizomys pruinosus, roedores propios de las tierras altas del Sudeste Asiático y del sur de China, y luego en humano; después se ha aislado en otras especies de rata del bambú, como Rhizomys sumatrensis y en Cannomys badius. Experimentalmente son sensibles el ratón y el cobayo.

### Transmisión horizontal por inhalación de conidiosporas
Tanto humanos como roedores parecen infectarse a partir de una fuente ambiental común. La exposición ocupacional o no al suelo, especialmente en la estación lluviosa (mayo-octubre) es un importante factor de riesgo en inmunodeprimidos que vivan o visiten la zona, aunque no lo es el contacto o el consumo de ratas del bambú.

## Clínica y lesiones
Las ratas del bambú presentan fiebre, adelgazamiento, lesiones cutáneas, adenopatías, cuadros neumónicos, esplenomegalia, hepatomegalia y lesiones en las placas de Peyer, pero muchas veces padecen infecciones subclínicas y sólo se aprecian las lesiones como hallazgo de necropsia. 
Las lesiones son básicamente granulomatosas, variando mucho en extensión y desarrollo. P. marneffei aparece en ellas como pequeñas blastosporas de 4,5 μm en el citoplasma de los macrófagos, donde también aparecen algunos elementos micelianos; algunas blastosporas pueden aparecer libres en el tejido. La infección clínica sin tratamiento es mortal.

## Diagnóstico
Nada fácil desde el punto de vista clínico-epidemiológico-lesional, aunque se admite que un cuadro febril con pérdida de peso, adenopatías y lesiones cutáneas en inmunodeprimidos que hayan pasado por la zona endémica puede ser sugestivo. Las lesiones granulomatosas son más significativas, pero hay que diferenciar de histoplasmosis (las blastosporas se reproducen por división y no por gemación).
El diagnóstico micológico es mucho más fiable, disponiendo de muestras adecuadas; puede ayudar el aislamiento ambiental, mediante flotación e inoculación en ratón.
Para diagnóstico inmunológico, la fase levaduriforme produce varios antígenos manoproteicos inmunorreactivos, detectables mediante ELISA sándwich, y que inducen anticuerpos también detectables por ELISA. Por otra parte, los antígenos polisacáridos solubles se detectan bien con aglutinación en látex y algo peor con inmunodifusión; no dan reacción cruzada con los de Histoplasma ni Cryptococcus, pero sí con el galactomanano de Aspergillus.

## Lucha
Es difícil evitar la exposición al hongo, no conociendo su reservorio extraanimal, pero debe investigarse en inmunodeprimidos que hayan viajado por el Sudeste Asiático y presenten fiebre, lesiones cutáneas, hepatomegalia, adenopatías o problemas pulmonares. 
Para tratamiento se han utilizado Anfotericina B en dosis de hasta 873 mg, e Itraconazol y otros imidazoles, todos como fungicidas con buenos resultados. Las 4-aminoquinolinas, como la quina y derivados, son potencialmente útiles al inhibir el crecimiento intracelular en macrófagos, incluso en los de enfermos de sida. 

## Aspectos zoonoticos
Causa un cuadro inespecífico, subagudo y febril con anemia, pérdida de peso y lesiones cutáneas papulares a veces ulceradas en cabeza, cara y tronco, lifadenopatía generalizada y hepatomegalia, especialmente en enfermos de sida que hayan viajado por la zona endémica. También produce cuadros ósteoarticulares. 
Hasta 1989 muchas infecciones eran subclínicas, apareciendo como hallazgos de necropsia. Posteriormente aparece casi siempre asociado al sida, trasplantes y otras inmunodepresiones. También ha producido infecciones laboratoriales.
- Datos: Q3080319